# Zebrias lucapensis
Zebrias lucapensis es una especie de pez de la familia Soleidae en el orden de los Pleuronectiformes.

## Distribución geográfica
Se encuentran en las  costas de las Filipinas.